# Seekofelhütte
Die Seekofelhütte (italienisch Rifugio Biella alla Croda del Becco) ist eine Schutzhütte in den Pragser Dolomiten.

## Lage und Umgebung
Die Seekofelhütte liegt in 2327 m s.l.m. auf der Fosses-Alm nahe der Ofenscharte (Porta Sora al Forn, 2388 m s.l.m.). Sie befindet sich auf dem Gebiet der Gemeinde Cortina d’Ampezzo in der Provinz Belluno (Venetien, Italien), nahe der Grenze zu Südtirol.
Die Hütte dient als Stützpunkt für Wanderungen und Bergtouren im Südtiroler Naturpark Fanes-Sennes-Prags sowie in den angrenzenden Gebieten. Während sich südlich und westlich die Sennes-Fosses-Hochfläche erstreckt, wo sich mit der Senneshütte und der Schutzhütte Fodara Vedla weitere alpinistische Stützpunkte befinden, erreicht man gegen Norden über die Ofenscharte das Pragser Tal und den Pragser Wildsee. Richtung Nordwesten gelangt man zum Hausberg der Hütte, zum Seekofel (2810 m s.l.m., ladinisch Sas dla Porta, italienisch Croda del Becco).

## Geschichte
Im Jahr 1907 wurde an der Stelle der heutigen Seekofelhütte von der Sektion Eger des Deutschen und Österreichischen Alpenvereins (DuOeAV) die Egerer Hütte erbaut. Nach dem Ersten Weltkrieg wurde diese geplündert und durch den italienischen Staat enteignet, der sie 1925 der Sektion Biella des Club Alpino Italiano (CAI) zuteilte. In der Folge erhielt die Hütte ihren neuen italienischen Namen Rifugio Biella. Einige Jahre später übernahm die CAI-Sektion Treviso das Gebäude und fügte dem Namen den Zusatz alla Croda del Becco (deutsch am Seekofel) hinzu. 2016 ist die Hütte in den Besitz der Gemeinde von Cortina d’Ampezzo übergegangen.